# Tour Saint-Gobain
La Tour Saint-Gobain, anche chiamata Tour M2, è un grattacielo situato nel quartiere finanziario della Défense, a Courbevoie, comune alla periferia di Parigi. 
Ospita la sede della società francese Saint-Gobain. Misura 177,95 metri da terra.
La prima pietra è stata posata il 19 aprile 2017 da Pierre-André de Chalendar, Presidente e CEO di Saint-Gobain, Gabriele Galateri di Genola, Presidente di Generali, e Xavier Huillard, Presidente e CEO di Vinci.